# Sociedade Thule
A Sociedade Thule (em alemão:  Thule-Gesellschaft), originalmente Studiengruppe für germanisches Altertum ("Grupo de Estudo para a Antiguidade Alemã") foi uma sociedade secreta ocultista e völkisch de Munique, fundado por Adam Alfred Rudolf Glauer, Barão de Sebottendorff, cujo nome era uma referência a capital do país místico de uma lenda grega. A sociedade é notável principalmente pela organização que patrocinou o Deutsche Arbeiterpartei (DAP), que posteriormente foi transformado por Adolf Hitler no Partido Nacional Socialista Alemão dos Trabalhadores (Partido Nazista). Embora não tenha nenhuma prova de que Hitler tenha frequentado de fato a Sociedade de Thule, as pessoas mais próximas dele em seu governo faziam parte.

## Século XX
No século XX, é relacionada ao Grupo de Thule, fundado em 17 de Agosto de 1918 por Rudolf von Sebottendorff em Munique. O nome Thule é derivado da ilha mística Thule. O seu nome original era "Studiengruppe für germanisches Altertum" (Grupo de estudo para a antiguidade germânica), mas em breve, com a formação do Grupo de Thule, esse começou a disseminar propaganda anti-republicana e anti-semítica. E, desde sua fundação, teve como objetivo a promoção das antigas tradições religiosas europeias, tais como o druidismo, o wotanismo, o woragsmo, a asatru e a vanatru, desde sua fundação ela sempre foi dirigida por druidas e ghodis nos cargos de Grão Mestre e Venerável.
Foi um grupo precursor que teve importância na transformação do "Deutsche Arbeiterpartei" (Partido Alemão dos Trabalhadores) que mais tarde se tornaria o NSDAP (Partido Nazista). Teve membros dos escalões de topo do partido, incluindo Rudolf Heß, Alfred Rosenberg. O seu órgão de imprensa foi o "Münchener Beobachter" (Observador de Munique) que mais tarde se tornaria o "Völkischer Beobachter" (Observador do Povo), o jornal do NSDAP. A sociedade Thule é também conhecida por estar associada à sociedade secreta Germanenorden.
O símbolo associado com o Grupo de Thule era uma adaga, e com a Sociedade Thule era, e ainda é, o octagrama, muitas vezes com três triângulos ou raios em seu interior, ou apenas com o olho de Odhin no centro do octagrama (desde 2012). O Grupo de Thule atuou no Brasil até 1969, quando voltou novamente e agora com lojas no sudeste (SP, RJ) e sul do país. A Sociedade Thule mantem forte atuação no Brasil, principalmente no contexto da expansão das religiões tradicionais europeias pagãs, anteriores ao cristianismo. Esse grupo religioso é conhecido como: religiões hiperbóreas, uma referência a ideia de antepassados que teriam colonizado este planeta há mais de 100.000 anos atrás.

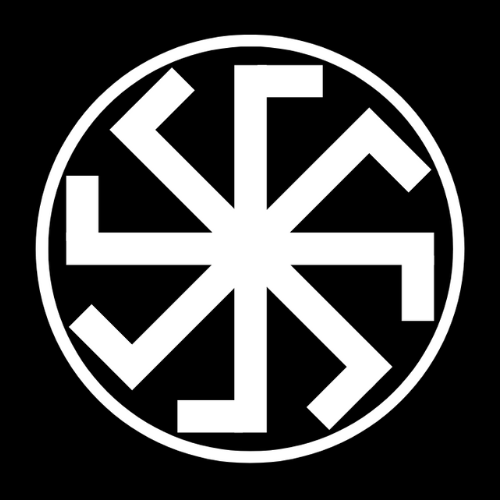
Símbolo da Sociedade Hy-Braz

No Brasil, o militar Firmino Vinhas fundou em 1916 a Sociedade Hy-Braz, ou como também ficou conhecida, "Ordem do Eixo Braz-Hiperbóreo", que possuía conexões com a Sociedade Thule, mas tinha como objetivo o estudo da mitologia e das origens esotéricas do Brasil, tendo seu nome como uma referência a ilha mítica de Hy-Brasil. O símbolo do grupo era uma crúz gamada com outra crúz gamada inserida dentro desta, na diagonal, semelhante ao Kolovrat eslavo. O grupo possui um único livro, publicado em 1917, no qual encontram-se descritas algumas informações no que concerne os princípios da sociedade,  entre eles, a antimaçonaria, a homofobia e o antissemitismo, bem como a obrigação do catolicismo como religião única de seus membros.
Atualmente, embora a Sociedade não esteja mais ativa, sua influência ainda permanece de pé, principalmente dentro do Eolasianismo, uma religião pagã, fundada sobre princípios da antiga Sociedade Hy-Braz.

## Cultura popular
A Sociedade Thule é citada no anime e no filme da franquia Fullmetal Alchemist.
Também citada no filme Hellboy I, bem como no livro "Filhos do Éden: Anjos da Morte", do escritor Eduardo Spohr.
Na série de televisão norte-americana Supernatural, a Sociedade Thule é retratada em diversos episódios: Temporada 8 (Episódio13 - Everybody Hates Hitler); Temporada 11 (Episódio 14 - The Vessel); e Temporada 12 (Episódio 5 - The One You Have Been Waiting For).
No final de agosto de 2022, a Sociedade Thule também aparece no sexto livro lançado da série Cormoran Strike, O Coração de Nanquim (The Ink Black Heart, do inglês), o qual J. K. Rowling assina sob o pseudônimo de Robert Galbraith.